# カーンアーク
カーンアーク（Kern arc）とは、大気光学現象の1つ。天頂を中心とした円を描くアーク。
カーンアークの名前は、これを1895年に発見し最初に報告したオランダのH. F. A. Kernに由来する。
発生する位置は環天頂アークと同じで同時発生し、カーンアークの弧の一部分と環天頂アークは完全に一致する。カーンアークの部分は光が弱く、うっすらとしか見えない。
六角形氷晶のうち、正六角形ではなく、三角形の角が取れたような形の六角形をしたものが原因と考えられている。太陽光が六角形の面から入射・屈折した後、四角形の面で1回反射し、他の四角形の面で屈折・出射して起こると推定されている。また、環天頂アークと同じで、太陽高度が50度以下で無ければ出現しないと推定される。
観測数は非常に少なく、非常に稀な現象である。これまでに6例しか報告されていないとされ、写真で撮影された例は無かったようで、2007年11月17日にフィンランドのソトカモで撮影されたのが世界初だとされている。このときは、スキー場のスノーガンによって人工雪を降らせており、これに太陽光が当たったものをMarko Mikkiläが撮影した。気温は-15～18度だった。